# I'm Free (canción de The Rolling Stones)
«I'm Free» —en español: «Soy libre»— es una canción de la banda The Rolling Stones, escrita por Mick Jagger y Keith Richards, fue lanzada en la versión británica del álbum Out of Our Heads y como sencillo en los Estados Unidos el 24 de septiembre de 1965. En Norteamérica fue incluida en el disco December's Children (And Everybody's).
La revista Rolling Stone la describe como "un folk roquero de pandereta, con una guitarra al estilo de The Byrds, esta melodía libertaria no fue un gran éxito, pero es uno de los himnos más flexibles de los años sesenta. Es probablemente por eso que se ha mantenido como un favorito en los conciertos - la versión de Stones en Shine a Light suena como si hubiera sido escrita ayer.
La banda grabó una versión acústica para su álbum Stripped de 1995, y realizaron una versión en vivo para en la película Shine a Light (2008), que fue incluida en el álbum en vivo acompañante. El bootleg original en vinilo de Live'r Than You Ever Ever incluirá una versión en vivo grabada en Oakland, California, en noviembre de 1969.
La canción usa una línea de la canción de The Beatles de 1964 «Eight Days a Week»: "Hold me, love me, hold me, love me".
En 2007 una versión remezclada de la grabación original se utilizó en un comercial de televisión para la tarjeta de crédito Chase Freedom y en 2008 se utilizó en un comercial del Reino Unido para un Renault SUV. 

## Personal
Acreditados:
- Mick Jagger: voz, coros.
- Keith Richards: guitarra eléctrica
- Brian Jones: guitarra eléctrica, órgano
- Bill Wyman: bajo
- Charlie Watts: batería
- James W. Alexander: pandereta

## Versiones de otros artistas
- Chris Farlowe en su álbum The Art of Chris Farlowe (1966)
- Wilmer and the Dukes en 1969
- Por la banda escocesa de rock alternativo The Soup Dragons con Junior Reid, cuya versión alcanzó el número 5 en el UK Singles Chart y el puesto 79 en el Billboard Hot 100 de los Estados Unidos en 1990.
- La versión Soup Dragons aparece en la película The World's End.
- En 2016 Pitbull sampleó la versión de The Soup Dragons para su nuevo sencillo «Freedom».